# Adralaid
Adralaid est une île estonienne du golfe de Riga appartenant à la ville de Virtsu, dans la commune de Lääneranna (comté de Lääne).